# Improphantes
Genre
Improphantes est un genre d'araignées aranéomorphes de la famille des Linyphiidae.

## Distribution
Les espèces de ce genre se rencontrent en Europe, en Asie, en Afrique et en Amérique du Nord.

## Liste des espèces
Selon World Spider Catalog (version 20.0, 11/04/2019) :
- Improphantes biconicus (Tanasevitch, 1992)
- Improphantes breviscapus Tanasevitch, 2013
- Improphantes complicatus (Emerton, 1882)
- Improphantes contus Tanasevitch & Piterkina, 2007
- Improphantes cypriot Tanasevitch, 2011
- Improphantes decolor (Westring, 1861)
- Improphantes djazairi (Bosmans, 1985)
- Improphantes falcatus (Bosmans, 1979)
- Improphantes flexilis (Tanasevitch, 1986)
- Improphantes furcabilis (Wunderlich, 1987)
- Improphantes geniculatus (Kulczyński, 1898)
- Improphantes holmi (Kronestedt, 1975)
- Improphantes huberti (Wunderlich, 1980)
- Improphantes improbulus (Simon, 1929)
- Improphantes mauensis (Caporiacco, 1949)
- Improphantes multidentatus (Wunderlich, 1987)
- Improphantes nitidus (Thorell, 1875)
- Improphantes pamiricus (Tanasevitch, 1989)
- Improphantes potanini (Tanasevitch, 1989)
- Improphantes turok Tanasevitch, 2011

## Publication originale
- Saaristo & Tanasevitch, 1996 : Redelimitation of the subfamily Micronetinae Hull, 1920 and the genus Lepthyphantes Menge, 1866 with descriptions of some new genera (Aranei, Linyphiidae). Berichte des naturwissenschaftlich-medizinischen Vereins in Innsbruck, vol. 83, p. 163-186 (texte intégral)